# Afroseminolski kreolski
Afroseminolski kreolski (afroseminolski; afro-seminol criollo, afro-seminole; ISO 639-3: afs), jezik Crnih Seminola, seminoliziranih crnaca, koji su kao robovi izbjegli među Seminole Indijance. Nakon seminolskih ratova mnogi su izbjegli u Teksas i Meksiko gdje im i danas potomci govore afroseminolskim jezikom.
Afroseminolski kreolski očuvao se danas u Bracketvilleu u Teksasu, i u meksičkoj državi Coahuila u gradiću Nacimiento de los Negros, koji ima oko 500 stanovnika, ali nisu svi Afroseminole.
Ukupna populacija oko 200. Služe se i španjolskim ili engleskim.

## Vanjske poveznice
- Ethnologue (14th)
- Ethnologue (15th)